# Windy Cantika Aisahová
Windy Cantika Aisahová (* 11. června 2002 Bandung) je indonéská vzpěračka, soutěžící v hmotnostní kategorii do 49 kg. Je dcerou bývalé vzpěračské reprezentantky Siti Aisahové a tomuto sportu se začala věnovat již na prvním stupni základní školy.
Na Hrách jihovýchodní Asie v roce 2019 získala zlatou medaili, když vytvořila světový rekord kategorie do sedmnácti let ve dvojboji výkonem 190 kg. O rok později se stala juniorskou mistryní Asie. Na tokijské olympiádě získala v nejnižší hmotnostní kategorii bronzovou medaili. Na seniorském mistrovství Asie v roce 2021 obsadila čtvrté místo. V letech 2021 a 2022 zvítězila na mistrovství světa juniorů ve vzpírání. Na mistrovství světa ve vzpírání 2022 v Bogotě obsadila patnácté místo. Zúčastnila se asijského šampionátu, který se konal v květnu 2023 v Jižní Koreji, avšak nebyla klasifikována, když po výkonu 80 kg v trhu nezaznamenala v nadhozu žádný platný pokus.